# Stefan Gałyński
Stefan Gałyński (ur. 26 stycznia 1896 w Szczakowej, zm. 14 marca 1970) – podpułkownik audytor Wojska Polskiego, działacz emigracyjny, minister Rządu RP na uchodźstwie.

## Życiorys
W sierpniu 1914 wstąpił do Legionów Polskich, do grudnia 1917 służył w 3 pułku piechoty, następnie w Sądzie Polowym Legionów. W lutym 1918 internowany, w listopadzie 1918 wstąpił do Wojska Polskiego, w 1922 ukończył studia prawnicze na Uniwersytecie Jana Kazimierza we Lwowie. W 1928 awansowany do stopnia majora. Pełnił służbę w Departamencie Sprawiedliwości Ministerstwa Spraw Wojskowych. 5 grudnia 1930 Prezydent RP mianował go sędzią orzekającym w wojskowych sądach okręgowych, a minister spraw wojskowych przeniósł z Dep. Sprawiedliwości MSWojsk. do Wojskowego Sądu Okręgowego nr I w Warszawie na stanowisko sędziego śledczego. W sierpniu 1931 został przeniesiony do Gabinetu Ministra Spraw Wojskowych.
We wrześniu 1939 przedostał się do Rumunii, gdzie był internowany, następnie przekazany władzom niemieckim. W latach 1941–1945 przebywał w obozach jenieckich Oflag VI E Dorsten i Oflag VI B Dössel,. Po wojnie pozostał na emigracji. W 1959 został awansowany przez władze RP na uchodźstwie do stopnia pułkownika audytora. Był członkiem III Rady Rzeczypospolitej Polskiej (od 1963), w 1967 został jej przewodniczącym, ale ustąpił z funkcji w lutym 1968 – został bowiem ministrem bez teki w rządzie Aleksandra Zawiszy. Był także członkiem IV Rady Rzeczypospolitej Polskiej.

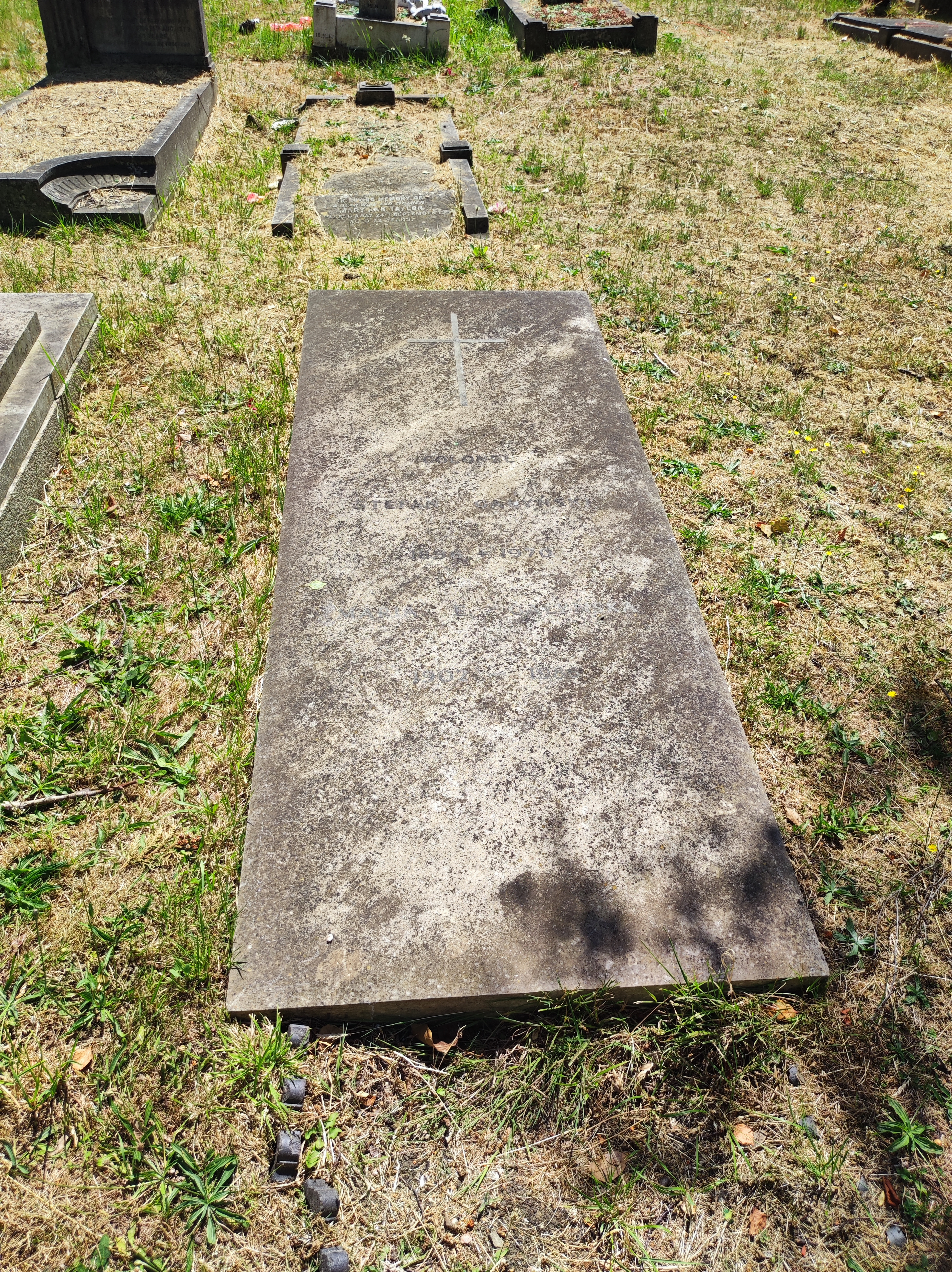
Grób Marii i Stefana Gałyńskich

Jego żoną była Maria Gałyńska. Oboje zostali pochowani na Cmentarzu South Ealing w Londynie (13GJJ).

## Ordery i odznaczenia
- Krzyż Komandorski Orderu Odrodzenia Polski (pośmiertnie, 19 marca 1970)[7]
- Krzyż Niepodległości (12 maja 1931)[8][9]
- Krzyż Walecznych (trzykrotnie)[9]
- Złoty Krzyż Zasługi (10 listopada 1928)[10][9]